# Gary Farr & the T-Bones
Gary Farr & The T-Bones war eine englische Beatband der 1960er-Jahre, die bereits zu dieser Zeit Jazz und Pop-Elemente verband und damit dem seinerzeit angesagten Mersey Sound zuwiderlief.
Der Vater von Gary war der bekannte Boxer Tommy Farr, sein Bruder war Ricky Farr, der Promoter des Festivals auf der Isle of Wight. Ihr Manager war Giorgio Gomelski, der Eigner des „Crawdaddy Club“ und Produzent u. a. von Julie Driscoll.
Ende 1965 ging die Band auseinander. Die T-Bones begleiteten danach zeitweise P. P. Arnold, und Farr versuchte sich an einer Solokarriere, die ihn von Columbia Records zu Dandelion, von dort zu Marmalade und schließlich wieder zurück zur CBS führte. Er war gern gesehener Gast aus verschiedenen Musikfestivals, u. a. dem auf der Isle of Wight oder beim Richmond Jazz Festival.

## Mitglieder
- Gary Farr
- Keith Emerson
- Lee Jackson

## Diskografie

### Gary Farr & The T-Bones / Singles
- How Many More Times / I'm a Lover Not a Fighter (1964)
- Won't You Give Him / Hamish's Express Release (1965)
- Give All She's Got / Don't Stop and Stare (1965)

### Gary Farr & The T-Bones / EPs
- Dem Bones Dem Bones Dem T-Bones (1964)

### Chris Barber & The New T-Bones / Singles
- If I Had a Ticket / They Kicked Him Out of Heaven (1966)

### Gary Farr solo / Singles
- Every Day / Green (1968)
- Hey Daddy / The Vicar and the Pope (1968)
- Revolution of the Season / Old Man Boulder (1971)

### Gary Farr solo / Lps
- Take Something with You (1969)
- Strange Fruit (1970)
- Addressed to the Censors of Love (1973)